# Steemit
Steemit ist eine 2016 gestartete dezentrale Social-Media- und Blogging-Plattform, die auf der Blockchain Steem aufbaut und Benutzer durch die Ausschüttung der gleichnamigen Kryptowährung für ihre Inhalte belohnt.

## Geschichte und Konzept
2016 gründeten Ned Scott und Dan Larimer zum Betrieb der Webseite und zur Finanzierung der Entwicklung der neuen Plattform das US-amerikanische Unternehmen Steemit Inc. Larimer hatte schon die Kryptowährung BitShares ins Leben berufen und ist CTO bei EOS. 2017 verließ er Steemit wieder, wo er auch CTO war.
Die Grundidee eines dezentralen und Zensur-resistenten Medien-Netzwerkes wurde im März 2016 als White Paper veröffentlicht. Sie ähnelt Blog-Plattformen wie Reddit, doch werden Inhalte in einer Blockchain gespeichert, was die Belohnung von Kommentar- und Post-Autoren mit der Kryptowährung Steem ermöglicht.
Es ist erlaubt, Texte und Bilder hochzuladen. Andere Multimediainhalte müssen auf externen Seiten gespeichert und dann verlinkt werden, Videos beispielsweise über DTube, welche ebenfalls auf der Steem-Blockchain aufbaut.
Alle Benutzer können Posts und Kommentare bewerten und so bestimmen, wie hoch die Belohnung der jeweiligen Autoren ausfällt. Auch für das Bewerten von Posts und Kommentaren kann man Steem als eine Art Finderlohn erhalten, dessen Höhe von der Menge an Steem Power der bewertenden Benutzer abhängt.

## Steem Blockchain
Steemit läuft auf einem dezentralen Netzwerk Steem und nutzt diese Blockchain nicht nur zum Transfer von Währungseinheiten, sondern auch zur dezentralen und vor Zensur im Internet geschützten Speicherung von Texten und Bildern.
Steemit ist demnach eine Anwendung zum Zugriff auf Inhalte der Steem-Blockchain. Das Netzwerk ist offen und ermöglicht allen Interessierten, selbst Applikationen zu entwickeln, die auf dieselbe Blockchain und deren Inhalte sowie Nutzer zugreifen können.

## Zahlungssystem
Die Steem-Blockchain besitzt als Einheiten Steem und Steem Dollars. Sie begann mit einem inflationären Verteilungsmodell, das die Zahlungseinheiten jedes Jahr verdoppelte. Nach Forderungen der Community wurde diese Rate Ende 2016 auf 9,5 % pro Jahr begrenzt und sinkt pro Jahr um weitere 0,5 %.
- Steem kann als Haupteinheit auf entsprechenden Börsen in Bitcoin und andere Zahlungsmittel umgewandelt werden.
- Steem Power (SP) bedeutet an einen Account gebundene Steem, deren Menge den Einfluss des Accounts bestimmen, aber vom Handel ausgeschlossen bleibt, bis die Bindung wieder gelöst wird.
- Steem Dollars (SBD) bezeichnet einen Stablecoin-Token, der an den Wert des US-Dollar gekoppelt ist; SBD sind wie Steem auf Börsen wie Bittrex oder Binance handelbar und im internen Marktplatz der Blockchain in Steem wandelbar.

Die Steemit-Wallet als digitale Geldbörse erlaubt es einem Account, Einheiten der Kryptowährungen SBD und Steem an andere Benutzer zu versenden oder Steem und SBD zu tauschen. Man kann auch einen Teilbestand für drei Tage vom Handel ausschließen („sparen“), um ihn bei Account-Diebstahl vor Verlust zu schützen.
Die „Belohnung“ für Posts und Kommentare geht zu 75 % an Autoren und zu 25 % an Bewerter der Beiträge. Die Buchung erfolgt sieben Tage nach der Veröffentlichung eines Posts. Es ist möglich, zwischen verschiedenen Arten der Zahlung zu wählen oder diese auch ganz abzulehnen.
Am 16. Oktober gab Steemit den Testlauf für den Smart Media Token bekannt. Dabei soll es sich um eine Kryptowährung handeln, mit der Ersteller von Inhalten im Internet belohnt werden können.

## Verbreitung
Anfang 2019 existierten mehr als 1,2 Mio. Accounts auf der von Steemit genutzten Blockchain.
Der Steem-Kurs lag im März 2019 bei etwa 0,5 US-Dollar, was eine Marktkapitalisierung von rund 150 Millionen US-Dollar entsprach.
Aufmerksamkeit erhielt Steemit vor allem in Medien, die sich mit kryptografischen Währungen befassen. Adam Hayes von der Investopedia-Webseite bezeichnete Steemit als „bahnbrechende“ blockchainbasierte Soziale Medien-Community.
Neil Strauss, Mitglied der Steemit-Community, betonte im Rolling Stone, dass das Steemit-Belohnungssystem als nach verschiedenen Gesichtspunkten hin ausgewogen und „particularly clever“ sei.